# Autunite
L'autunite est une espèce minérale composée d'un phosphate hydraté d'uranyle et de calcium, de formule chimique Ca(UO2)2(PO4)2 • 10-12 H2O mais pouvant contenir des traces de baryum et de magnésium.

## Historique de la description et appellations

### Inventeur et étymologie
L'autunite a été découverte par Joseph-François de Champeaux en 1799; il fait le lien avec l'urane dans son article de 1801 du Journal des Mines.
Décrite en détail par Henry-James Brooke et William Hallowes Miller en 1852, l'autunite tire son nom de la localité type, Autun en Saône-et-Loire (France). Jöns Jacob Berzelius l'avait en fait déjà décrite en 1819, partiellement, sous le nom de sel à base de chaux, où l'oxide d'urane joue le rôle d'acide.

### Topotype
L'Ouche d'Jau, (ou la mine Renaudiots, Les Rouaux, La Troche), Saint-Symphorien-de-Marmagne, Autun, Saône-et-Loire, Bourgogne, France.

### Synonymie
Il existe pour cette espèce plusieurs synonymes :
- calcium-autunite ;
- calco-uranite (Breithaupt)[9] ;
- lime-uranite (anglicisme).

## Cristallochimie
L'autunite sert de référence à un groupe de minéraux isostructuraux, qui porte son nom.
Groupe de l'autunite (ou groupe de la torbernite)
- Autunite : Ca(UO2)2(PO4)2· 11H2O
- Heinrichite : Ba(UO2)2(AsO4)2· 10H2O
- Kahlerite : Fe(UO2)2(AsO4)2· 12H2O
- Nováčekite-I : Mg(UO2)2(AsO4)2· 12H2O
- Sabugalite (de) : HAl(UO2)4(PO4)4· 16H2O
- Saléeite : Mg(UO2)2(PO4)2· 10H2O
- Torbernite : Cu(UO2)2(PO4)2· 12H2O
- Uranocircite : Ba(UO2)2(PO4)2· 10H2O
- Uranospinite : Ca(UO2)(AsO4)2· 10H2O
- Zeunérite : Cu(UO2)2(AsO4)2· 12H2O

## Cristallographie
- Paramètres de la maille conventionnelle : a = 7,009 Å, c = 20,736 Å, Z = 2 ; V = 1 018,68 Å3.
- Densité calculée = 3,22

## Gîtologie
Minéral d'altération de la zone d'oxydation des gisements de minéraux uranifères (Pechblende/Uraninite). Dans les filons hydrothermaux et les pegmatites.

## Utilité
Minéral commun qui est un minerai d’uranium.

## Gisements remarquables
Allemagne
- Carrière de Streuberg, Bergen, Falkenstein, Vogtland, Saxe[10]

 États-Unis
- Mine de Daybreak (Dahl lease), Mount Kit Carson, Comté de Spokane, Washington[11]

 France
- Augères-en-Razès, Razès, Haute-Vienne, Limousin
- Mine de Vénachat, Compreignac, Haute-Vienne, Limousin
- Carrière Les Oudots, Issy-l'Evêque, Saône-et-Loire[12]
- La Chaise-Dieu, Haute-Loire (ancienne mine à ciel ouvert)

## Remarque sur la radioactivité
La couleur et la cristallisation attrayante de ce minéral le font rechercher par les collectionneurs. Toutefois, comme beaucoup de minéraux hydratés, l'autunite se transforme avec le temps en perdant ses molécules d’eau en méta-autunite (pseudomorphose), à structure tétragonale.
Les collectionneurs doivent être conscients du fort taux de radioactivité de ce minéral tant dans la manipulation que dans le stockage ou l’exposition.

## Galerie et  fluorescence

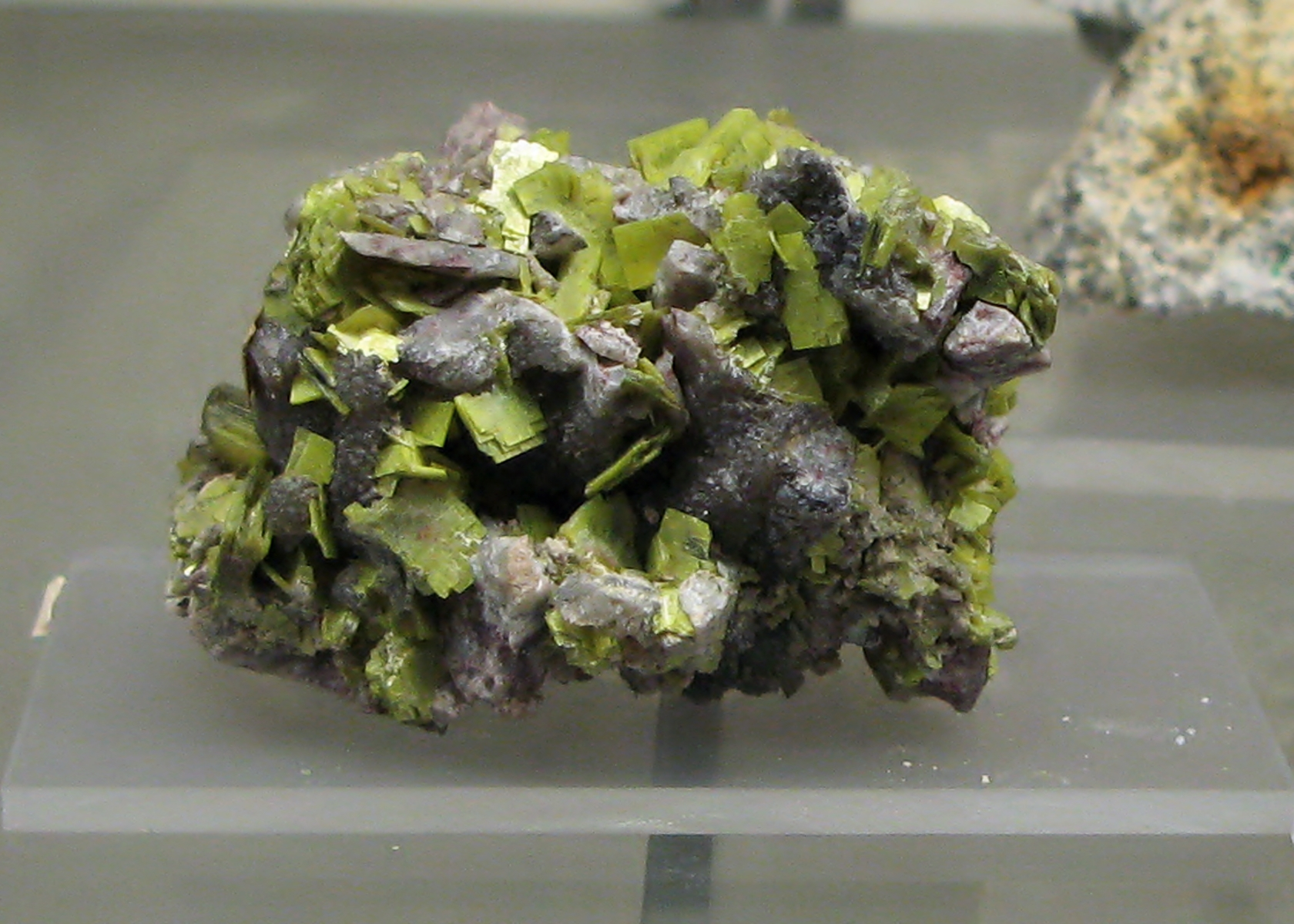
Autunite sur barite: Bergen, Vogtland - Museum de Bonn, Allemagne
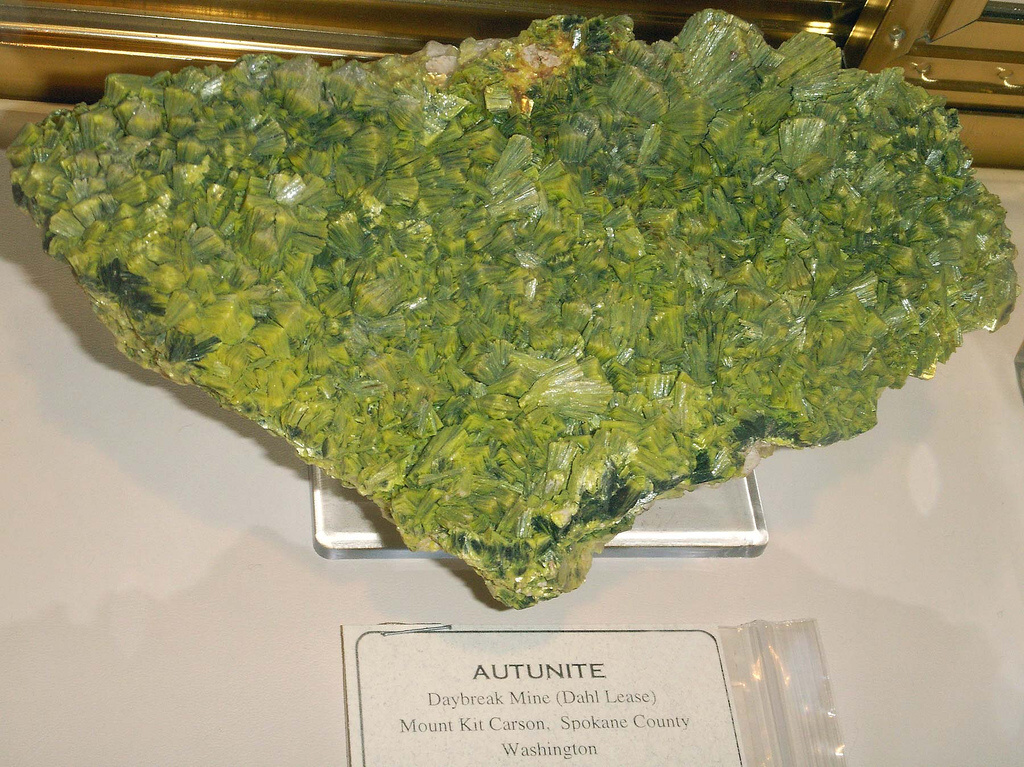
Autunite: Daybreak Mine, Washington, États-Unis
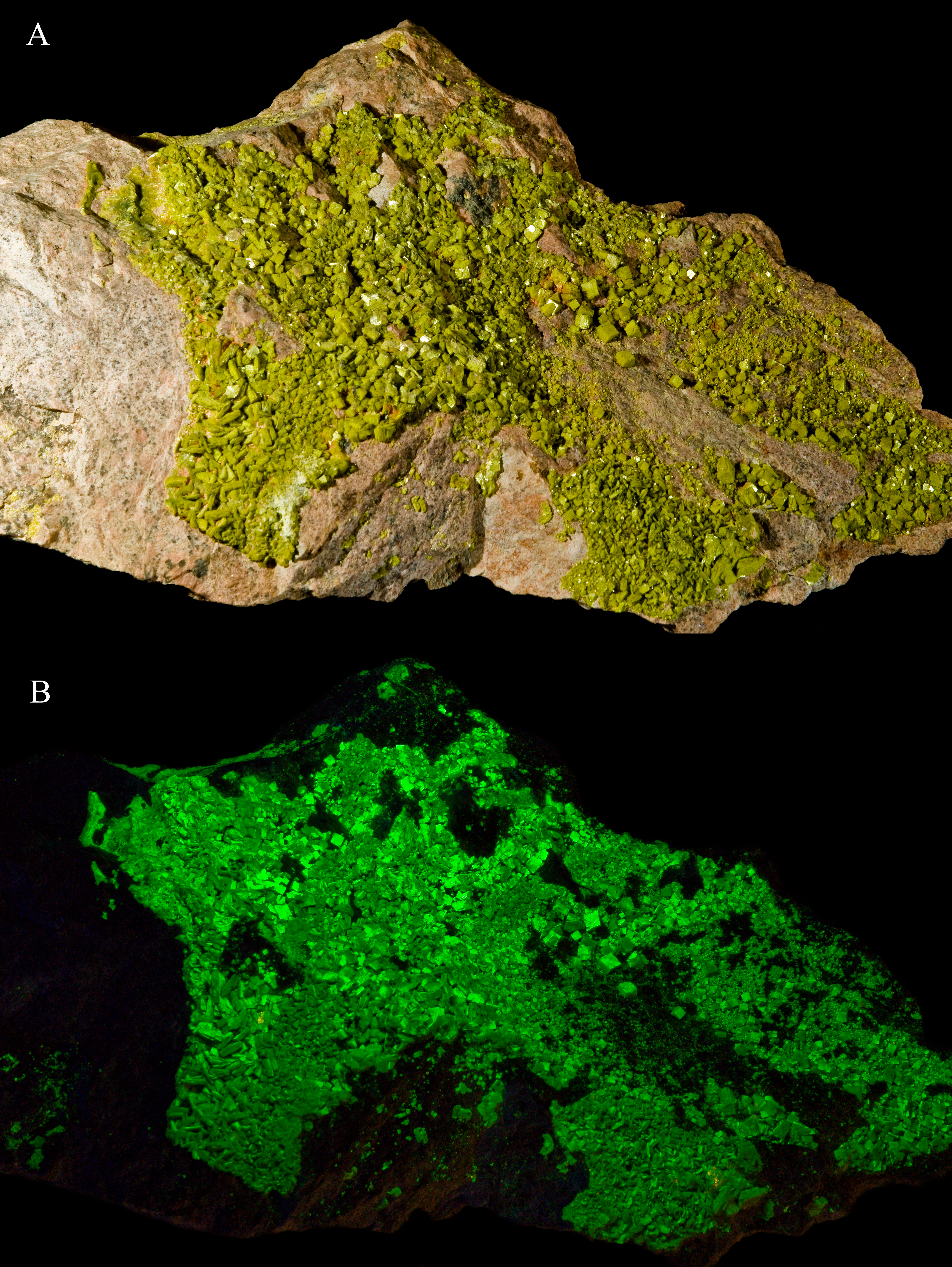
Autunite - Carrière Les Oudots, Saône-et-Loire, France(30x15cm) ; A:Lumière du jour B: Ultraviolet
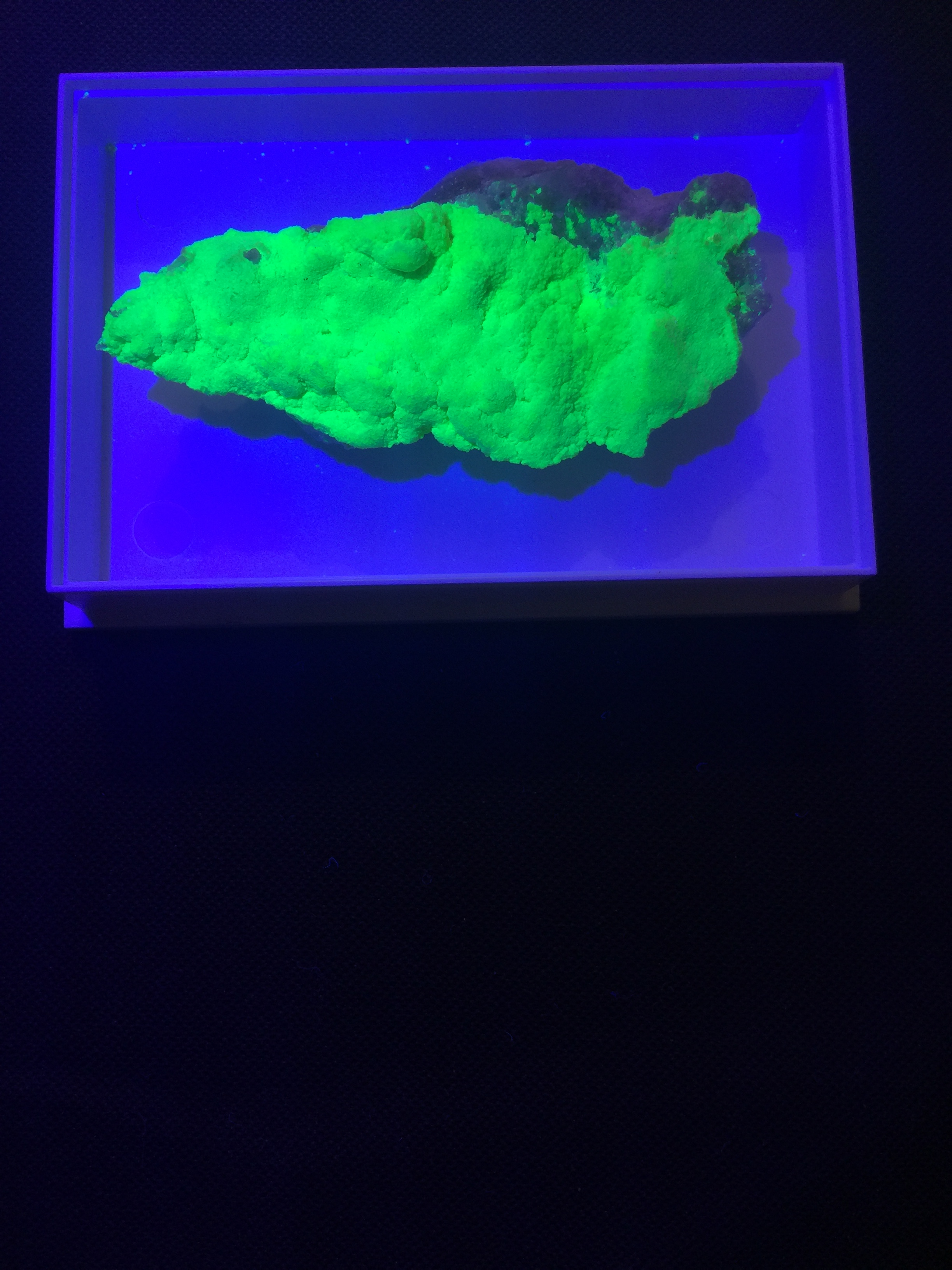
Autunite sous UV, Infesta Mine, Baião, Portugal
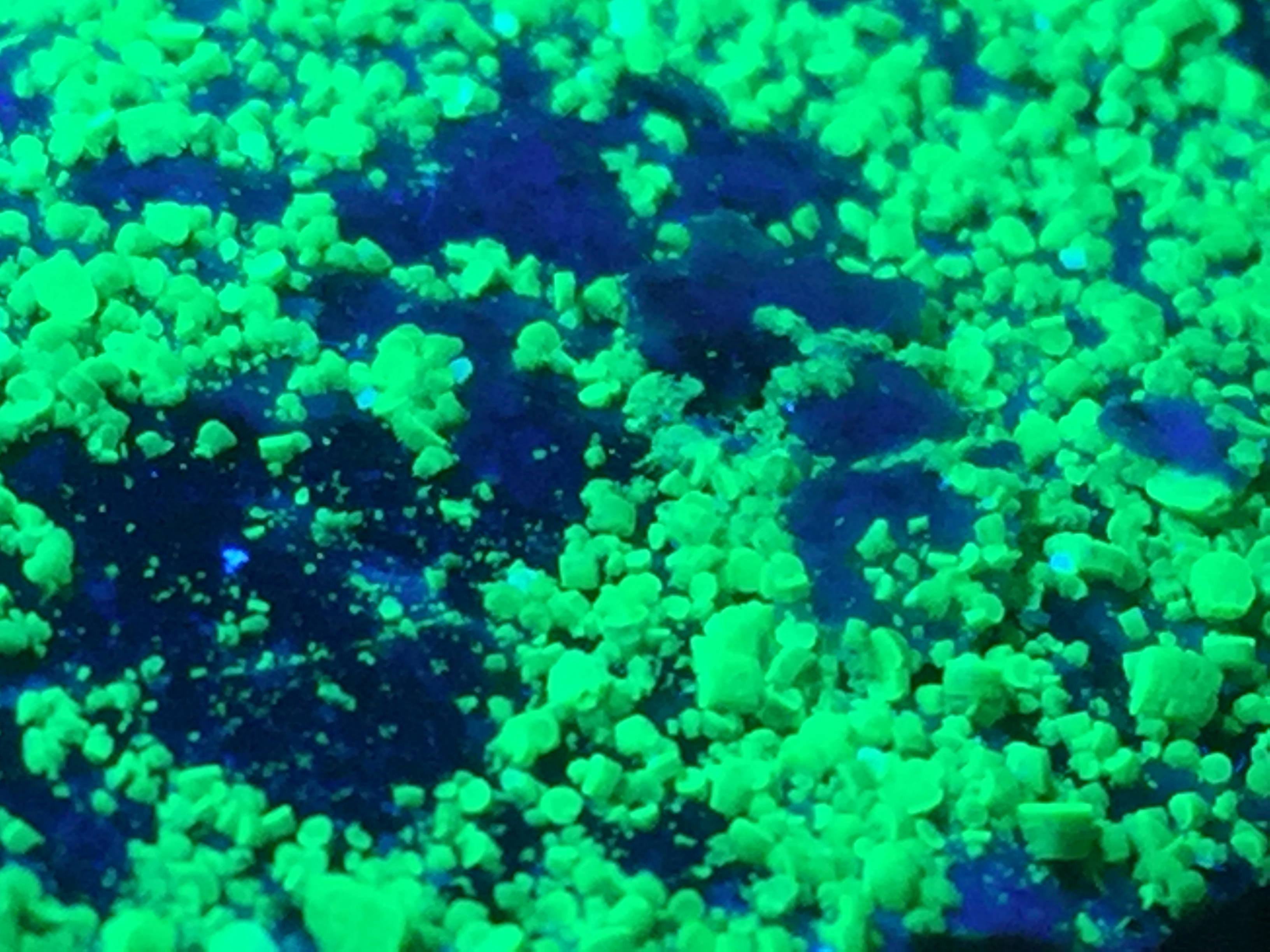
Autunite, Saône-et-Loire, Morvan,France